# خورشیدگرفتگی ۴ دسامبر ۱۹۶۴
خورشیدگرفتگی ۴ دسامبر ۱۹۶۴ (به انگلیسی: Solar eclipse of December 4, 1964) یک خورشیدگرفتگی از نوع خورشیدگرفتگی جزئی است. این خورشیدگرفتگی در تاریخ ۴ دسامبر ۱۹۶۴ میلادی (‎۱۳ آذر ۱۳۴۳ خورشیدی) روی داد که زمان اوج آن، ساعت ۱:۳۱:۵۴ به‌وقت ساعت هماهنگ جهانی بوده‌است.